# Indah Kiat
PT Indah Kiat Pulp & Paper Corporation (IKPP) est une entreprise indonésienne fondée en 1976 avec une première usine à Tangerang, dans la province de Banten, à l'ouest de Jakarta.
En 1982, une deuxième usine a été construite à Perawang, dans la province de Riau à Sumatra. Les deux usines produisent du papier à écrire et à imprimer.
En 1990, IKPP a construit une 3e usine pour produire du papier et du carton industriel à Serang, également dans la province de Banten, à 60 km à l'ouest de Jakarta. 
Les ventes annuelles d'IKPP se montent à plus de 100 millions de dollars US. L'entreprise exporte notamment vers le reste de l'Asie, le Moyen-Orient et l'Afrique du Sud. 
Le groupe emploie plus de 6 000 personnes (1 000 à Tangerang et Perawang et 5 000 à Serang).

## Environnement
Selon l'ONG indonésienne Walhi, qui lutte pour la protection de l'environnement, l'usine de Perawang aurait en 2004 reçu livraison de bois coupé illégalement, en provenance du parc national de Tesso Nilo.